# Pseudouroplectes jacki
Espèce
Pseudouroplectes jacki est une espèce de scorpions de la famille des Buthidae.

## Distribution
Cette espèce est endémique de la région de Melaky à Madagascar. Elle se rencontre vers Soatane.

## Description
Le mâle holotype mesure 16,24 mm.

## Étymologie
Cette espèce est nommée en l'honneur de Jack Wilson de Wilde.

## Publication originale
- Lourenço, 2021 : « A further new species for the Malagasy genus Pseudouroplectes Lourenço, 1995 (Scorpiones: Buthidae). » Faunitaxys, vol. 9, no 41, p. 1-7 (texte intégral).